# Bogdan Simionescu
Bogdan Simionescu (n. 16 martie 1948, Iași, România – d. 24 octombrie 2024) a fost un chimist român, ales membru corespondent (2000), apoi membru titular (2009) și vicepreședinte, din aprilie 2014, al Academiei Române (reales la 20 aprilie 2018).

## Biografie
Bogdan Simionescu a fost o personalitate marcantă a chimiei românești și internaționale, mentor al multor generații de chimiști. Fiu al unui alt mare chimist român, Cristofor Simionescu, de care a fost foarte atașat spiritual și profesional, a continuat misiunea acestuia, pe care a împlinit-o la nivel de excelență.
Absolvent al Facultății de Chimie Industrială din Institutul Politehnic Iași, a rămas la catedră încă din anul absolvirii (1971). La scurtă vreme, în 1975, a obținut doctoratul la Universitatea Catolică din Louvain, Belgia.
Timp de câteva decenii a fost profesor de „Știința polimerilor”, în Departamentul Polimeri naturali și sintetici din cadrul Universității Tehnice „Gheorghe Asachi” din Iași. A fost șeful Catedrei de macromolecule, la aceeași universitate (1996-2003) și profesor asociat al Universității Politehnica din București (1994-2006). De asemenea, a fost conducător de doctorat la Universitatea Tehnică „Gheorghe Asachi” din Iași și la Institutul de Chimie Macromoleculară „Petru Poni” din Iași, îndrumând peste 45 doctori în chimie.
Domeniile sale principale de cercetare au fost: chimia compușilor macromoleculari, fizica polimerilor, tehnologia compușilor macromoleculari, bazele fizico-chimice ale polimerilor naturali și sintetici, biopolimeri și materiale inteligente, polimeri biologic activi. În paralel cu activitatea didactică, a fost cercetător științific în cadrul Institutului de Chimie Macromoleculară „Petru Poni” din Iași, pe care l-a condus în calitate de director în perioada 2000-2014. Sub conducerea sa, institutul a dezvoltat colaborări științifice cu instituții și personalități ale chimiei din întreaga lume, obținând un titlu de excelență în cercetare la nivel european.
Activitatea sa științifică este reflectată de cele peste 400 lucrări, dintre care peste 350 publicate în reviste internaționale, în cărți și capitole tipărite la prestigioase edituri din străinătate, precum și în brevetele de invenție obținute.
A fost ales membru corespondent al Academiei Române în anul 2000, iar în anul 2009, membru titular. A fost vicepreședinte al acestei prestigioase instituții în două mandate (2014-2022). În 2015 a fost decorat de Președinția României cu Ordinul național „Steaua României” în grad de Cavaler.
Bogdan Simionescu a decedat pe data de 24 octombrie 2024.